# Ma vie en rose
Pour plus de détails, voir Fiche technique et Distribution.
Ma vie en rose, réalisé par Alain Berliner en 1997, est un film franco-belgo-britannique qui aborde le sujet de l'identité de genre à travers l'histoire de Ludovic, un enfant transgenre.
Salué internationalement, Ma Vie En Rose a reçu le Golden Globe du meilleur film étranger. Il a été reconnu pour sa représentation sensible de la non-conformité de genre et de la transidentité. Le film est considéré comme un jalon important dans la représentation de la transidentité au cinéma, contribuant à une meilleure compréhension et discussion sur ces sujets.

## Synopsis
Ma vie en rose dépeint la vie de Ludovic Fabre, un enfant de sept ans qui se perçoit comme une fille. Lorsque sa famille s'installe dans une banlieue parisienne, Ludovic, habillé en rose, choque les adultes et déclenche un scandale lorsqu'il organise un mariage imaginaire avec Jérôme, le fils du patron de son père. Ces événements exacerbent les tensions dans le voisinage et mettent en lumière les préjugés sur les rôles de genre,.
La famille Fabre se retrouve ostracisée. Lorsque Ludovic joue Blanche-Neige dans une pièce scolaire, les autres parents signent une pétition pour son expulsion. Pierre, le père de Ludovic, sous la pression de son travail, est incapable de gérer la situation, créant des conflits au sein de la famille. Ludovic, en butte à l'hostilité, tente de se suicider mais est découvert à temps. Malgré l'accueil chaleureux des voisins lors d'une fête, Pierre est licencié et la famille est contrainte de déménager.
Dans leur nouvelle résidence, Ludovic se lie d'amitié avec Chris Delvigne, un enfant qui adopte des comportements traditionnellement associés aux garçons. À l'occasion d'une fête déguisée, Chris et Ludovic échangent leurs costumes, une situation qui renouvelle les appréhensions de Hanna, la mère de Ludovic. Face à cette situation, Hanna suit Ludovic jusqu'à une affiche publicitaire où elle l'imagine s'enfuyant avec Pam, un personnage fictif. Ce rêve éveillé conduit Hanna et son mari Pierre à une prise de conscience : ils décident d'accepter l'identité de genre de Ludovic. Cet acte d'acceptation représente un moment décisif pour Ludovic, lui ouvrant la voie à une existence plus authentique et épanouie.
Le film traite les questions d'identité de genre à travers les yeux de Ludovic, âgé de sept ans. Il aborde ces thématiques avec un équilibre entre légèreté et sérieux, soulignant les défis que Ludovic doit affronter en raison de sa non-conformité aux normes de genre établies. Le film met en évidence comment les adultes réagissent à cette non-conformité, révélant ainsi les peurs et les préjugés de la société face à la diversité de genre. Malgré son ton humoristique, Ma vie en rose traite de sujets profonds et perturbe les dynamiques habituelles du quartier où vit Ludovic, illustrant l'impact de son identité de genre sur son environnement quotidien,.

## Fiche technique
- Réalisation : Alain Berliner
- Scénario : Chris Vander Stappen et Alain Berliner
- Photographie : Yves Cape
- Montage : Sandrine Deegen
- Son : Ludovic Hénault
- Musique : Dominique Dalcan
- Effets visuels numériques : Bruno Maillard
- Production : France / Belgique / Royaume-Uni
- Durée : 88 min
- Langue : français
- Format : couleur

## Distribution
- Michèle Laroque : Hanna
- Jean-Philippe Écoffey : Pierre
- Hélène Vincent : Elizabeth
- Georges Du Fresne : Ludovic
- Daniel Hanssens : Albert
- Laurence Bibot : Lisette
- Jean-François Gallotte : Thierry
- Caroline Baehr : Monique
- Julien Rivière : Jérôme
- Cristina Barget : Zoé
- Anne Coesens : l'institutrice
- Marie Bunel : la psychanalyste
- Marine Jolivet : Fabienne Delvigne
- Vincent Grass : le directeur d'école
- Michel Forget : Main de Dieu

## Réception
Ma vie en rose a été largement saluée par la critique. Sur le site agrégateur de critiques Rotten Tomatoes, il reçoit une note d'approbation de 92% basée sur 25 critiques, avec une note moyenne de 7.50/10. Le consensus souligne que le film aborde l'exploration de l'identité de genre d'un enfant avec chaleur et empathie, à la fois pour le jeune protagoniste et pour sa famille.
Parmi les critiques notables, Time Out London décrit le film comme « une comédie offrant une excellente représentation de la confusion émotionnelle, particulièrement de la part des acteurs jouant les parents, mêlant compassion et charme pour en faire un film attachant ». The New York Times loue le film pour son « irrésistible bon humour » et ses « moments charmants », comme l'explication des chromosomes et la découverte par Ludovic de la menstruation. Le site RogerEbert.com apprécie la manière dont le film traite le sujet du point de vue des adultes et des enfants, notant que les adultes révèlent leurs phobies et préjugés face à la situation de Ludovic.

## Production
Présenté internationalement comme un film belge en raison de la nationalité de Alain Berliner, son réalisateur et co-scénariste, Ma vie en rose est en réalité une coproduction internationale impliquant des entreprises de Belgique, du Royaume-Uni et de France. La majeure partie du travail de production a été réalisée par la maison de cinéma indépendante française Haut et Court. Le tournage s'est déroulé au sud de Paris, près de la commune d'Évry
Au fur et à mesure que l'histoire avance, la colorimétrie du film passe de teintes vives et joyeuses, représentant l'enfance insouciante de Ludovic, à des tons plus froids et bleutés après la scène de la pièce de théâtre à l'école. Cette évolution reflète la transition vers un monde adulte moins compréhensif. Ces couleurs plus sombres symbolisent les défis et la réalité plus dure auxquels Ludovic est confronté, mettant en lumière les contraintes et clichés de la société adulte.

## Sortie
Aux États-Unis, Ma vie en rose a reçu une classification R (Restricted) de la part de la Motion Picture Association of America, une décision inhabituelle étant donné le contenu minimal du film en termes de violence, de sexualité et de langage grossier.
Cette classification a suscité des critiques, certains y voyant un signe de transphobie.

## Récompenses

### 1997
- Globe de Cristal au Festival international du film de Karlovy Vary (remporté)
- Cygne d'or au Festival du film romantique de Cabourg (remporté)
- Prix du meilleur scénario aux Prix du cinéma européen (remporté)
- Prix du Jury au Ft. Lauderdale International Film Festival (remporté)
- Prix du Président pour le Meilleur Film Étranger au Ft. Lauderdale International Film Festival (remporté)
- Prix du public au Seattle Queer Film Festival (remporté)
- Prix Herz von Sarajevo pour le meilleur film au Festival du film de Sarajevo (remporté)
- Meilleur Film au Festival international du film de Kiev Molodist (remporté)
- Prix des meilleurs films étrangers par le National Board of Review (remporté)
- Prix du Box Office aux Joseph Plateau Awards (remporté)
- Prix du public (3e place) au Festival international du film de São Paulo (nommé)
- Meilleur réalisateur belge aux Prix Joseph Plateau (nommé)
- Meilleur film en langue étrangère aux ACCA (nommé)

### 1998
- Film remarquable aux GLAAD Media Awards (remporté)
- Meilleur film en langue étrangère aux Golden Globes (remporté)
- Meilleur film en langue étrangère aux OFTA Awards (remporté)
- Meilleur premier film aux Césars (nommé)
- Prix du meilleur film en langue étrangère aux BAFTAs (nommé)
- Prix du meilleur film en langue étrangère aux Golden Satellite Awards (nommé)
- Prix du meilleur film en langue étrangère aux Film Critics Circle of Australia Awards (nommé)
- Meilleure musique de film aux Victoires de la musique (nommé)

## Autour du film
Le titre du film fait référence à la chanson d'Édith Piaf La Vie en rose. La chanson du générique, Rose, est composée par Dominique Dalcan et interprétée par Zazie.
Le personnage de Chris à la fin du film partage son nom avec le scénariste Chris van der Stappen, connu pour ses œuvres abordant des thèmes lesbiens. Cette coïncidence peut suggérer un lien symbolique entre les thèmes du film et l'identité du scénariste.